# Syreförbränning
Syreförbränning är fusionsprocesser i en massiv stjärna där syre fusionerar till kisel och svavel, samt mindre mängder fosfor och magnesium, som ackumuleras i stjärnans mitt. Syreförbränning äger rum i stjärnor > 8 - 11 M☉ när de svällt upp till röda superjättar och startar när temperaturen når 1,9 miljarder K. En stor del av energin som frigörs vid syrefusionen frigörs i form av neutriner. Neutrinoutstrålningen frigör hela 160 000 gånger mer energi än värmeutstrålningen. Det gör att stjärnans förbränningshastighet ökar markant eftersom strålningstrycket, som förhindrar stjärnans kollaps, inte ökar i samma takt som förbränningen. Stjärnans syrekärna förbränns snabbt och redan efter ca 3 år är temperaturen i kärnan tillräckligt hög för att kiselförbränning ska starta om stjärnan är tung nog.

## Kärnreaktioner

### Alfaprocess
16O + 4He → 20Ne + γ +  4,73 MeV 

Syreförbränning kan ske som alfaprocess och är en fortsättning på trippel-alfa-processen.

### Syrefusion
16O + 16O → 32S + γ + 16,54 MeV

16O + 16O → 31S + n + 1,46 MeV

16O + 16O → 31P + 1H + 7,68 MeV

16O + 16O → 28Si + 4He + 9,59 MeV

16O + 16O → 30Si + 1H + 1H + 0,38 MeV 

16O + 16O + γ + 0,39 MeV → 24Si + 4He + 4He 

16O + 16O + γ + 2,41 MeV → 30P + 2H

16O + 16O  → 24Mg + 4He + 4He